# Vlasivka
Vlasivka (în ucraineană Власівка) este o așezare de tip urban din orașul regional Svitlovodsk, regiunea Kirovohrad, Ucraina. În afara localității principale, nu cuprinde și alte sate.

## Demografie
Componența lingvistică a așezării de tip urban Vlasivka
     Ucraineană (84,55%)
     Rusă (15,2%)
     Alte limbi (0,21%)
Conform recensământului din 2001, majoritatea populației așezării de tip urban Vlasivka era vorbitoare de ucraineană (84,55%), existând în minoritate și vorbitori de rusă (15,2%).